# 皮克林乳液
皮克林乳液（英語：Pickering emulsion）是由吸附到两相界面的固体微粒（如胶体SiO2）稳定的乳浊液。该现象于1903年由Walter Ramsden首先发现，S.U. Pickering在1907年进一步描述了该现象。如果油和水混合，则小油滴形成并分散于水，最终液滴聚并以降低能量。但是，如果固体粒子被加入到混合物，它们将被结合到界面的表面而防止液滴聚并，从而使乳浊液稳定。
与传统表面活性剂稳定的乳液相比，皮克林乳液具有一定的优势：
1. 可以大大降低乳化剂的用量；
2. 对人体的毒害远小于表面活性剂；
3. 对环境友好；
4. 乳液稳定性强，不易受体系pH值、盐浓度、温度及油相组成等因素的影响。

因此，固体颗粒稳定的乳液在食品、化妆品、医药等领域均有着重要的应用价值。
近年来，基于密封Pickering稳定的乳胶粒子而形成可渗透的壳， 从而得到了一种新型的胶囊粒子，称作colloidosome（译作胶体体）。